# Rânzești
Rânzești – wieś w Rumunii, w okręgu Vaslui, w gminie Fălciu. W 2011 roku liczyła 956 mieszkańców.